# Konstantin Tchernenko
Konstantin Oustinovitch Tchernenko (en russe : Константин Устинович Черненко), né à Bolchaïa Tes (Gouvernement du Ienisseï) le 11 septembre 1911 (24 septembre dans le calendrier grégorien) et mort à Moscou le 10 mars 1985, est un homme d'État soviétique, secrétaire général du Parti communiste de l'Union soviétique, et donc principal dirigeant de l'URSS de 1984 à 1985, fonction qu'il cumula avec la présidence du Præsidium du Soviet suprême (fonction honorifique de chef de l’État).
Après la parenthèse « réformatrice » de son prédécesseur Iouri Andropov, Tchernenko représente un retour au communisme orthodoxe des années Brejnev.

## Biographie

### Jeunesse et débuts
Il fait son service militaire dans les troupes de la Guépéou. Avant la Seconde Guerre mondiale, il fait ses débuts comme fonctionnaire régional.

### Débuts au sein de l'URSS
Sa rencontre avec Brejnev en 1950, en Moldavie, transforma sa carrière. Il devint son secrétaire personnel, le suivant dans tous ses postes à partir de 1956, d'abord dans l'appareil du Comité central, puis dans celui du Soviet suprême, en 1960, et enfin de nouveau au Comité central où il prit la tête du département général en 1965.

### Responsabilités successives
À partir de 1976, en devenant successivement secrétaire du Comité central, membre suppléant du Politburo 1977, puis titulaire 1978, il passa du rôle de simple exécutant à celui d'acteur politique majeur et fut désigné comme dauphin par Leonid Brejnev. Mais en novembre 1982, à la mort de Brejnev, c’est Iouri Andropov qui est choisi comme premier secrétaire du parti. Tchernenko doit attendre la mort d’Andropov, en février 1984, pour lui succéder.

### Chef de l'État de l'Union Soviétique

#### Élection et débuts
En avril 1984, il devint chef de l'État. Cette élection d'un homme au bord de la tombe inspira au Canard enchaîné une manchette célèbre : « Le triomphe du marxisme-sénilisme », jeu de mots salué par le Spiegel du 20 février suivant qui titrait pour sa part plus sérieusement « Tchernenko – La revanche de l'Appareil ». Tchernenko passa l'essentiel de son court règne à la tête de l'État à l'hôpital et donna ainsi de lui l'image d'un « fantôme à l'article de la mort ». Il mourut à Moscou le 10 mars 1985. Des rumeurs reprises par le Washington Post, racontaient qu'il pouvait être décédé bien avant, au vu du système opaque soviétique.
Les dernières années de Léonid Brejnev, mal en point, et mort à 75 ans en novembre 1982, donnent de l'URSS l'image d'une gérontocratie. Iouri Andropov lui succède à 68 ans, mais pour 15 mois, mourant en février 1984. Il en découlera un découragement évident du peuple face à cette valse, au sommet de l'État, des vieux caciques du régime, signe de la déliquescence de la toute-puissante Union Soviétique.
Tchernenko fut élu malgré les inquiétudes pour sa santé et contre les vœux d'Andropov, qui avait déclaré vouloir Gorbatchev pour successeur. Si son avis avait été suivi, l'émergence de la perestroïka aurait gagné un an. Egor Ligatchev écrit dans ses mémoires que Tchernenko fut élu secrétaire général sans problème. À la session plénière du Comité central, le 13 février 1984, quatre jours après la mort d'Andropov, le président du Conseil des ministres de l'URSS et membre du Politburo Nikolaï Tikhonov proposa que Tchernenko fût élu secrétaire général et le Comité vota pour lui dans les règles. Arkady Volsky —un adjoint d'Andropov — et d'autres secrétaires généraux racontent un épisode qui se produisit après une réunion du Politburo, le jour qui suivit la disparition d'Andropov. Comme les membres du Politburo sortaient de la salle de conférence, Andreï Gromyko — d'autres dirent par la suite Dmitri Oustinov — aurait passé son bras autour des épaules de Nikolai Tikhonov et lui aurait dit : « C'est parfait, Kostya est le gars qu'il nous faut (pokladisty moujik), avec lui on peut faire des affaires… ». Andrea Graziosi déclara que l'élection de Tchernenko est davantage due à Oustinov qui peut ainsi avoir une position privilégiée, à l'image de Tchernenko, numéro 2 d'Andropov, mais indique que les cadres aussi bien réformateurs qu'orthodoxes, étaient embarrassés par le choix d'un homme déjà en mauvaise santé et qui, peu instruit, n'est pas apte pour affronter les problèmes économiques et culturels.
Mais la santé déclinante de Tchernenko devint rapidement un problème pour le Politburo, qui devait prendre lui-même la décision de se réunir en son absence, situation qui, comme on pouvait le prévoir, devint de plus en plus fréquente. Nikolaï Ryjkov en parle dans ses mémoires : « Tous les jeudis matin, Mikhaïl Gorbatchev s'asseyait dans son bureau comme un petit orphelin — j'ai souvent assisté à ce triste spectacle — il attendait nerveusement un appel téléphonique de Tchernenko malade : viendrait-il au Politburo ou demanderait-il à Gorbatchev de le remplacer encore une fois ? ». Sauf peut-être quelques mois à l'automne 1984 : il réussit, contrairement à son prédécesseur Andropov, à assister à la commémoration annuelle de la révolution d'Octobre, le 7 novembre 1984. 
Lors des funérailles d'Andropov, c'est à peine s'il put lire l'éloge funèbre de son prédécesseur. Ceux qui étaient présents devaient faire un effort pour saisir le sens de ses paroles. Il parlait vite, avalait ses mots, toussait continuellement et il dut s'arrêter à plusieurs reprises pour s'essuyer les lèvres et le front. Il monta au Mausolée de Lénine grâce à un escalier mécanique qu'on venait d'installer et en descendit avec l'aide de deux gardes du corps.

#### Réformes politiques
Tchernenko représenta un retour à la politique de la fin de l'ère Brejnev. Il apporta tout de même son appui à une réhabilitation complète de Staline, à une réforme de l'instruction et de la propagande ainsi qu'à un renforcement du rôle des syndicats dans la vie économique et politique de l'Union, trois projets ambitieux qui s'avérèrent finalement infructueux. Le plus grand changement dans le personnel que fit Tchernenko fut la disgrâce du commandant en chef de l'État-major, Nikolaï Ogarkov, qui avait recommandé qu'on dépensât moins pour les biens de consommation et davantage pour la recherche et le développement des armes.

#### Politique étrangère
En politique étrangère, il négocia un accord commercial avec la république populaire de Chine. En dépit des appels pour revenir à la détente, Tchernenko fit peu pour empêcher l'escalade de la guerre froide avec les États-Unis. Par exemple, en 1984, l'Union soviétique empêcha Erich Honecker, dirigeant de l'Allemagne de l'Est, de se rendre en Allemagne de l'Ouest. Toutefois, à la fin de l'automne 1984, les États-Unis et l'Union soviétique convinrent de reprendre les discussions sur le contrôle des armements au début de 1985. En novembre 1984, Tchernenko rencontra le chef du Parti travailliste de Grande-Bretagne, Neil Kinnock. En juillet 1984, il rencontra à Moscou le président François Mitterrand qui, depuis son élection et la constitution de sa majorité parlementaire en juin 1981, avait rompu le dialogue avec l'URSS. Mitterrand prononça le nom d'Andreï Sakharov dans un discours en même temps qu'il rendit hommage à l'action du peuple soviétique pendant la Seconde Guerre mondiale. Le dialogue reprit ; les fortes réserves de Mitterrand sur l'IDS le facilitèrent. Une nouvelle rencontre au sommet, à Paris, fut prévue pour avril 1985. La mort de Tchernenko la fit reporter au mois d'octobre. Mais Mitterrand se rendit à ses obsèques en mars 1985, ce qu'il s'était refusé à faire pour celles de Brejnev en novembre 1982, puis d'Andropov en février 1984.

#### Boycott des JO de 1984 à Los Angeles
Comme les États-Unis et leurs alliés avaient boycotté les Jeux olympiques d'été qui avaient eu lieu à Moscou en 1980, l'Union soviétique, sous la présidence de Tchernenko, boycotta les Jeux olympiques d'été de 1984 à Los Angeles. Elle entraîna dans son boycott 14 pays de l'Est et des alliés, y compris Cuba et l'Allemagne de l'Est (mais pas la Roumanie). C'est le 8 mai 1984 que l'URSS fit savoir son intention de ne pas participer, invoquant des soucis de sécurité et précisant que « les sentiments chauvins et l'hystérie antisoviétique sont en train de balayer les États-Unis », mais certains y voyaient une vengeance pour le boycott des Jeux de Moscou, à la suite de l'invasion de l'Afghanistan. Parmi les personnes qui souscrivaient à cette hypothèse figurait Peter Ueberroth, l'organisateur en chef des Jeux : il donna cette explication à la conférence de presse qui suivit l'annonce du boycott.
Mais, au même moment, les Soviétiques invoquèrent de leur côté une « non-participation » dans la mesure où ils envoyèrent leurs juges et leurs arbitres qui, contrairement aux joueurs, étaient à l'abri d'éventuelles agressions. Pour justifier leurs positions, ils publièrent en juin 1984 une brochure dans laquelle figurait en deuxième de couverture l'image d'un ourson soviétique écrasé par un canard américain. Afin de ne pas pénaliser leurs athlètes, ils coordonnèrent en août 1984 avec huit autres pays socialistes non-participants des « Jeux de l'Amitié » qui se déroulèrent dans chacune de leurs capitales : Moscou, Berlin-Est, Varsovie, Budapest, Prague, Sofia, Pyongyang, Oulan-Bator et La Havane. À Moscou et à Berlin, les bonnes performances des athlètes soviétiques et est-allemands dévalorisèrent quelque peu les victoires américaines.

#### Maladie, mort et succession
Tchernenko a commencé à fumer à l’âge de neuf ans, et il a toujours été connu pour être un gros fumeur durant toute sa vie. Bien avant son élection comme secrétaire général, il avait développé un emphysème pulmonaire et une insuffisance cardiaque. En 1983, il est absent de ses fonctions pendant trois mois en raison d’une bronchite, d’une pleurésie et d’une pneumonie aiguë. L’historien John Lewis Gaddis le décrit comme « un gériatre affaibli si zombie qu’il est au-delà de l’évaluation des rapports de renseignement, alarmants ou non ».
Au début de l'année 1984, Tchernenko est hospitalisé pendant plus d’un mois, mais continue à travailler en envoyant des notes et des lettres au Politburo. Au cours de l’été, ses médecins l'envoient à Kislovodsk pour qu'il s'y ressource, mais le jour de son arrivée à la station, sa santé se détériore et il contracte une nouvelle pneumonie. Tchernenko ne rentre au Kremlin que quelques mois plus tard. Il décerne des décorations aux cosmonautes et aux écrivains dans son bureau, mais il est incapable de marcher, et se déplace désormais dans un fauteuil roulant.
À la fin de 1984, Tchernenko ne peut quitter l’hôpital clinique central, un établissement fortement surveillé dans l’ouest de Moscou, et le Politburo appose un fac-similé de sa signature sur toutes les lettres, comme Tchernenko l’avait fait avec Iouri Andropov dans les derniers mois avant sa mort. La maladie de Tchernenko est annoncée publiquement pour la première fois le 22 février 1985 lors d’un rassemblement électoral télévisé dans l’Oblast de Kouïbychev, dans le nord-est de Moscou. Le 28 février 1985, Tchernenko apparaît une toute dernière fois à la télévision et reçoit les pouvoirs parlementaires et lit une brève déclaration sur sa récente victoire électorale dans laquelle il déclare : « la campagne électorale est terminée et il est maintenant temps d’accomplir les tâches qui nous ont été confiées par les électeurs et les communistes qui se sont exprimés ». 
La santé de Tchernenko se dégrade considérablement dans les toutes dernières semaines de février, et il reste alité. Il ne quittera plus jamais son lit. Le 9 mars, dans l'après-midi, il tombe dans le coma. Konstantin Tchernenko meurt le 10 mars 1985 à 19h20, à l'âge de 73 ans. Une autopsie, réalisée le lendemain, révèle que la cause du décès était une combinaison d’emphysème chronique, d’un cœur endommagé, d’insuffisance cardiaque congestive et de cirrhose du foie.
Tchernenko fut le troisième dirigeant soviétique à mourir en moins de trois ans. Lorsqu’il a été informé au milieu de la nuit de sa mort, le président américain Ronald Reagan aurait fait la remarque suivante : « Comment suis-je censé aller quelque part avec les Russes s’ils continuent à mourir sur moi ? ».
Après la mort d’un dirigeant soviétique, il était d’usage pour ses successeurs d’ouvrir son coffre-fort. Lorsque Mikhaïl Gorbatchev fit ouvrir le coffre-fort de Tchernenko, on découvrit qu’il contenait un petit dossier de papiers personnels et plusieurs gros paquets d’argent, et une grande somme d’argent a également été trouvée dans son bureau. On ne sait pas où il avait obtenu l’argent ni à quoi il avait l’intention de l’utiliser.
Ses funérailles d'État se déroulent le 13 mars 1985. Konstantin Tchernenko est inhumé dans la nécropole du mur du Kremlin. Il est la dernière personne à y avoir été enterrée.

## Sources
- (en) Cet article est partiellement ou en totalité issu de l’article de Wikipédia en anglais intitulé « Konstantin Chernenko » (voir la liste des auteurs).